# Ross County Football Club 2016-2017
Questa voce raccoglie le informazioni riguardanti il Ross County Football Club nelle competizioni ufficiali della stagione 2016-2017.

## Stagione
La stagione fu avara di soddisfazioni: la squadra terminò al settimo posto in campionato e il cammino sia in Coppa di Lega che in Coppa di Scozia si interruppe presto.

## Maglie
| Manica sinistra · Manica sinistra · Maglietta · Maglietta · Manica destra · Manica destra · Pantaloncini · Pantaloncini · Calzettoni · Calzettoni | Manica sinistra · Manica sinistra · Maglietta · Maglietta · Manica destra · Manica destra · Pantaloncini · Pantaloncini · Calzettoni · Calzettoni |

## Rosa
| N. |                             | Ruolo | Calciatore         |
| -- | --------------------------- | ----- | ------------------ |
| 1  | Scozia (bandiera)           | P     | Scott Fox          |
| 2  | Scozia (bandiera)           | D     | Marcus Fraser      |
| 3  | Slovacchia (bandiera)       | D     | Erik Čikoš         |
| 3  | Scozia (bandiera)           | D     | Jason Naismith     |
| 4  | Francia (bandiera)          | D     | Christopher Routis |
| 5  | Scozia (bandiera)           | D     | Jay McEveley       |
| 6  | Scozia (bandiera)           | D     | Chris Robertson    |
| 6  | Scozia (bandiera)           | C     | James John O'Brien |
| 7  | Scozia (bandiera)           | C     | Michael Gardyne    |
| 8  | Scozia (bandiera)           | C     | Martin Woods       |
| 9  | Scozia (bandiera)           | A     | Ryan Dow           |
| 10 | Irlanda del Nord (bandiera) | A     | Liam Boyce         |
| 11 | Inghilterra (bandiera)      | A     | Craig Curran       |
| 12 | Scozia (bandiera)           | D     | Richard Foster     |
| 12 | Inghilterra (bandiera)      | C     | Tim Chow           |
| 15 | Inghilterra (bandiera)      | D     | Andrew Davies      |
| 16 | Scozia (bandiera)           | C     | Tony Dingwall      |

| N. |                        | Ruolo | Calciatore             |
| -- | ---------------------- | ----- | ---------------------- |
| 17 | Inghilterra (bandiera) | C     | Jonathan Franks        |
| 18 | Scozia (bandiera)      | C     | Ian McShane            |
| 19 | Scozia (bandiera)      | A     | Brian Graham           |
| 19 | Inghilterra (bandiera) | C     | Oscar Gobern           |
| 20 | Scozia (bandiera)      | D     | Scott Boyd             |
| 22 | Inghilterra (bandiera) | C     | Chris Burke            |
| 23 | Paesi Bassi (bandiera) | A     | Alex Schalk            |
| 27 | Slovacchia (bandiera)  | C     | Milan Lalkovič         |
| 28 | Paesi Bassi (bandiera) | D     | Kenny van der Weg      |
| 31 | Irlanda (bandiera)     | P     | Aaron McCarey          |
| 43 | Scozia (bandiera)      | D     | Paul Quinn (capitano)  |
| 44 | Scozia (bandiera)      | D     | Christopher McLaughlin |
| 52 | Scozia (bandiera)      | D     | Reghan Tumilty         |
| 53 | Scozia (bandiera)      | A     | Greg Morrison          |
| 57 | Scozia (bandiera)      | C     | Blair Malcolm          |
| 58 | Scozia (bandiera)      | A     | Russell Dingwall       |
| 63 | Scozia (bandiera)      | C     | Dylan Dykes            |

## Risultati

### Scottish Premiership
| Arbitro: | Bobby Madden |

|                  |           |                                                   |
| Craig Curran 67’ | Marcatori | 13’ Rory Loy 41’ (rig.) Rory Loy 62’ Paul McGowan |

| Arbitro: | Andrew Dallas |

|                                 |           |                                             |
| Scott Boden 45’ Ross Draper 65’ | Marcatori | 7’ Liam Boyce 26’ Liam Boyce 46’ Liam Boyce |

| Arbitro: | Nick Walsh |

|                               |           |  |
| Liam Boyce 29’ Liam Boyce 74’ | Marcatori |  |

| Arbitro: | Greg Aitken |

|                  |           |  |
| Dougie Imrie 74’ | Marcatori |  |

| Arbitro: | Alan Muir |

|                |           |                        |
| Liam Boyce 61’ | Marcatori | 67’ (rig.) Louis Moult |

| Glasgow 17 settembre 2016, ore 16:00 6ª giornata | Rangers     | 0 – 0 referto | Ross County | Ibrox Stadium (47.935 spett.)\| Arbitro: \| Greg Aitken \| |
| Arbitro:                                         | Greg Aitken |               |             |                                                            |

| Edimburgo 24 settembre 2016, ore 16:00 7ª giornata | Hearts    | 0 – 0 referto | Ross County | Tynecastle Park (16.321 spett.)\| Arbitro: \| Alan Muir \| |
| Arbitro:                                           | Alan Muir |               |             |                                                            |

| Arbitro: | Crawford Allan |

|  |           |                                         |
|  | Marcatori | 42’ (rig.) Danny Swanson 73’ Chris Kane |

| Arbitro: | Craig Thomson |

|                                                                     |           |  |
| Jonny Hayes 20’ Shay Logan 32’ Niall McGinn 68’ Jayden Stockley 78’ | Marcatori |  |

| Arbitro: | Don Robertson |

|                       |           |                    |
| Sean Welsh 24’ (rig.) | Marcatori | 90'+5’ Chris Burke |

| Arbitro: | Alan Muir |

|  |           |                                                                                     |
|  | Marcatori | 3’ Patrick Roberts 83’ Stuart Armstrong 90'+1’ Scott Sinclair 90'+3’ Moussa Dembélé |

| Arbitro: | Nick Walsh |

|                                                                                      |           |                 |
| Scott McDonald 8’ Kenny van der Weg 32’ (aut.) Richard Tait 51’ Lionel Ainsworth 62’ | Marcatori | 78’ Alex Schalk |

| Arbitro: | Andrew Dallas |

|                   |           |               |
| Andrew Davies 26’ | Marcatori | 8’ Clint Hill |

| Arbitro: | John Beaton |

|                                             |           |                                                                         |
| Danny Swanson 65’ (rig.) Steven MacLean 80’ | Marcatori | 24’ Jay McEveley 38’ Christopher Routis 63’ Craig Curran 83’ Liam Boyce |

| Arbitro: | Craig Thomson |

|                |           |                  |
| Liam Boyce 39’ | Marcatori | 77’ Ali Crawford |

| Arbitro: | Willie Collum |

|                                        |           |                                       |
| Jay McEveley 43’ Liam Boyce 86’ (rig.) | Marcatori | 66’ Björn Johnsen 67’ Callum Paterson |

| Dundee 10 dicembre 2016, ore 16:00 17ª giornata | Dundee        | 0 – 0 referto | Ross County | Dens Park (4.742 spett.)\| Arbitro: \| Euan Anderson \| |
| Arbitro:                                        | Euan Anderson |               |             |                                                         |

| Arbitro: | Craig Thomson |

|                                |           |                  |
| Liam Boyce 26’ Alex Schalk 88’ | Marcatori | 68’ Niall McGinn |

| Arbitro: | John Beaton |

|                |           |                                                    |
| Liam Boyce 83’ | Marcatori | 50’ Liam Lindsay 62’ Kris Doolan 78’ Chris Erskine |

| Arbitro: | Nick Walsh |

|                                              |           |  |
| Erik Sviatchenko 38’ Stuart Armstrong 45'+1’ | Marcatori |  |

| Arbitro: | Bobby Madden |

|                                               |           |                                   |
| Liam Boyce 2’ Liam Boyce 35’ Martin Woods 61’ | Marcatori | 28’ Carl Tremarco 81’ Alex Fisher |

| Arbitro: | Barry Cook |

|                                                 |           |                                       |
| Kris Boyd 1’ Gary Dicker 61’ Sean Longstaff 90’ | Marcatori | 7’ Christopher Routis 11’ Alex Schalk |

| Arbitro: | Steven McLean |

|                  |           |                                    |
| Jay McEveley 34’ | Marcatori | 28’ Scott McDonald 54’ Louis Moult |

| Arbitro: | Don Robertson |

|                 |           |                 |
| Lee Wallace 71’ | Marcatori | 18’ Alex Schalk |

| Arbitro: | John Beaton |

|                  |           |                                           |
| Craig Curran 73’ | Marcatori | 31’ (aut.) Jay McEveley 90'+1’ Chris Kane |

| Arbitro: | Willie Collum |

|                 |           |  |
| Adam Rooney 69’ | Marcatori |  |

| Arbitro: | Alan Muir |

|  |           |                 |
|  | Marcatori | 51’ Alex Schalk |

| Arbitro: | Nick Walsh |

|                |           |                                |
| Liam Boyce 58’ | Marcatori | 46’ Conor Sammon 85’ Kris Boyd |

| Arbitro: | Crawford Allan |

|                 |           |                 |
| Greg Tansey 48’ | Marcatori | 86’ Alex Schalk |

| Arbitro: | Willie Collum |

|                                 |           |                  |
| Kris Doolan 64’ Kris Doolan 79’ | Marcatori | 58’ Craig Curran |

| Arbitro: | John Beaton |

|                                   |           |                         |
| Tim Chow 7’ Liam Boyce 90’ (rig.) | Marcatori | 45’ (rig.) Darren O'Dea |

| Arbitro: | Steven McLean |

|                   |           |                  |
| Massimo Donati 3’ | Marcatori | 60’ Craig Curran |

| Arbitro: | Don Robertson |

|                                           |           |                                        |
| Michael Gardyne 50’ Liam Boyce 90’ (rig.) | Marcatori | 34’ Kieran Tierney 78’ Patrick Roberts |

| Arbitro: | Craig Thomson |

|                                                                           |           |  |
| Liam Boyce 21’ Liam Boyce 34’ Liam Boyce 49’ (rig.) Liam Boyce 60’ (rig.) | Marcatori |  |

| Arbitro: | Bobby Madden |

|  |           |                        |
|  | Marcatori | 72’ Christopher Routis |

| Arbitro: | Nick Walsh |

|                         |           |               |
| Darren O'Dea 76’ (rig.) | Marcatori | 4’ Liam Boyce |

| Arbitro: | Alan Muir |

|                                                                  |           |                                        |
| Michael Gardyne 3’ James John O'Brien 73’ Jonathan Franks 90'+1’ | Marcatori | 26’ Rakish Bingham 75’ David Templeton |

| Arbitro: | Bobby Madden |

|                         |           |                               |
| Conor Sammon 10’ (rig.) | Marcatori | 42’ Liam Boyce 70’ Liam Boyce |

### Scottish Cup
| Arbitro: | Kevin Clancy |

| |           |                                    |
| Christopher Routis 6’ Paul Quinn 16’ Tim Chow 28’ Liam Boyce 30’ Christopher Routis 76’ James John O'Brien 90'+2’ | Marcatori | 13’ Tony Andreu 45'+2’ Tony Andreu |

| Arbitro: | Bobby Madden |

|  |           |                |
|  | Marcatori | 87’ Shay Logan |

### Scottish League Cup
| Arbitro: | Craig Charleston |

|  |           |                         |
|  | Marcatori | 86’ (rig.) Brian Graham |

| Arbitro: | Dr John McKendrick |

|                         |                      |                       |
| Brian Graham 75’ (rig.) | Marcatori            | 18’ (aut.) Erik Cikos |
|                         | Tiri di rigore 4 – 5 |                       |

| Arbitro: | Stephen Finnie |

|                                                          |           |                                  |
| Jordan Kirkpatrick 2’ Jon Robertson 11’ Calum Waters 72’ | Marcatori | 14’ Brian Graham 21’ Alex Schalk |

| Arbitro: | Mat Northcroft |

|                                                                       |           |  |
| Alex Schalk 24’, 49’ Brian Graham 46’, 56’, 89’ Craig Curran 65’, 81’ | Marcatori |  |